# Deutsche Welle
Deutsche Welle (DW) är Tysklands utlandskanal som grundades 3 maj 1953 och erbjuder tv-, radio- och nätsändningar. TV-produktion finns i fyra språkvarianter, på tyska, engelska, spanska och arabiska, radiosändningar görs på 30 olika språk. TV-program görs på tyska först, varefter innehållet anpassas till de olika språkversionerna.
Enligt egna uppgifter nådde DW 249 miljoner ”användarkontakter” varje vecka under 2021, en ökning med 40 miljoner (16%) sedan föregående år. DW’s onlinetjänster når 122 miljoner användare i veckan, där Facebook och YouTube är störst. TV når 117 miljoner tittare och radiolyssnare ligger stabilt på 50 miljoner.
Deutsche Welle har sitt säte i Bonn och är medlem i ARD. TV-produktion sker i Berlin, i en ombyggd AEG-fabrik belägen i stadsdelen Wedding. Motsvarigheter i andra länder är till exempel Radio France Internationale, BBC World Service, Voice of America och Radio Sweden.
Sedan 2009 har Deutsche Welle börjat med så kallad regionalisering av innehållet, vilket innebär att man i vissa regioner (till exempel i Sydamerika) genom sin frekvens sänder TV-produktion av andra tyska kanaler som främst är orienterade mot den inhemska publiken. Sådant innehåll sänds som regel oöversatt, på tyska.

## TV-kanalen i Sverige
Deutsche Welle har tidigare distribuerats som en egen kanalplats i de största svenska kabelnäten. Kanalen försvann dock under 1990-talet på grund av dålig efterfrågan hos tittarna. Från september 2006 är kanalen dock tillbaka då den sänder via svenska TV8 under större delen av dygnet, främst nätter och dagar. Deutsche Welles nyhetsprogram Journal visas även på kvällstid på TV8.
Under 2022 visades Deutsche Welles rapportering från Kriget i Ukraina på SVT2, under dagtid mellan kl. 10 och 16.